# Kontinentalportugal

Karte von Kontinentalportugal

Kontinentalportugal (portugiesisch: Portugal Continental) ist die Bezeichnung für den Teil Portugals, der auf dem europäischen Festland liegt.
Kontinentalportugal bildet zusammen mit den Autonomen Regionen Azoren und Madeira die oberste Gliederung Portugals im NUTS-System. Es umfasst 278 der 308 Municípios, 96,6 % der Fläche und 10.144.940 der 10.637.713 Einwohner Portugals (95,1 %).
Die Bezeichnung hat sich insbesondere nach 1975 durchgesetzt, nachdem Portugal seine afrikanischen Kolonien in die Unabhängigkeit entlassen hatte. Vorher war die Bezeichnung Metrópole („Metropole“) geläufig.